# Ride the Cyclone (Cabalga el ciclón)
Ride the Cyclone (Cabalga el ciclón) es un musical de 2008 con música, letra y libro de Jacob Richmond y Brooke Maxwell.  Es el segundo cuento de la "Uranium Teen Scream Trilogy" de Richmond, una colección de tres obras teatrales, una aún no escrita, que tienen lugar en la exagerada Ciudad Uranio. 

## Premisa
Los miembros del coro de cámara de la escuela secundaria St. Cassian de Ciudad Uranio, Saskatchewan, fallecieron en una montaña rusa defectuosa llamada El Ciclón. Cada uno cuenta su historia en forma de canción para ganar la recompensa de una adivino mecánico : la oportunidad de volver a la vida.

## Canciones
- - "Karnak's Dream of Life" ("El sueño de la vida de Karnak") – Jane Doe
  - "The Uranium Suite" ("La suite del uranio")  – Ensemble
  - "Jane Doe's Entrance" ("La entrada de Jane Doe") – Ensemble
  - "What the World Needs" ("Lo que necesita el mundo") – Ocean O’Connell Rosenberg y Ensemble
  - "Noel's Lament" ("El lamento de Noel") – Noel Gruber y Ensemble
  - "Every Story's Got a Lesson" ("Cada cuento tiene una lección") - Ocean O'Connell Rosenberg y Ensemble
  - "This Song is Awesome" ("Esta canción es genial") – Mischa Bachinski y Ensemble
  - "Talia" – Mischa Bachinski y Ensemble
  - "Space Age Bachelor Man" ("Soltero de la era espacial") – Ricky Potts y Ensemble
  - "The Ballad of Jane Doe" ("La balada de Jane Doe") – Jane Doe y Ensemble
  - "The New Birthday Song" ("La nueva canción de cumpleaños") – Ensemble
  - "Sugar Cloud" ("Nube de azucár") – Constance Blackwood y Ensemble
  - "It's Not a Game / It's Just a Ride" ("No es un juego / Solo es una vuelta") – Ocean O'Connell Rosenberg y Ensemble

Muchos cambios también se han realizado en las letras durante el desarrollo del programa.

## Elenco
- Brooke Maxwell como Mischa Bachinski
- Britt Small como Mischa Bachinski
- James Insell como Mischa Bachinski

- Tiffany Tatreau como Ocean O'Connell Rosenberg (Taylor Louderman abandonó la producción durante los avances citando "diferencias creativas")

- Matthew Boyd Snyder como Ricky Potts

- Katie Mariko Murray como Jane Doe

En 2022, cuando un clip de Emily Rohm cantando "The Ballad of Jane Doe" ("La balada de Jane Doe") se volvió viral en TikTok, Ride the Cyclone se convirtió en una sensación viral en la aplicación mientras otras canciones de la grabación del elenco fueron usados en videos. Muchos usuarios crearon teorías de fans, memes y cosplays relacionados con el musical. El musical era particularmente popular entre los usuarios de la Generación Z, quienes discutieron la tradición de Ride the Cyclone y crearon o desarrollaron más trasfondos para los personajes. Varios videos de TikTok obtuvieron hasta 400.000 'me gusta' y millones de visitas. 